# كليف غودفري
كليف غودفري (بالإنجليزية: Cliff Godfrey)‏ (17 فبراير 1909 في المملكة المتحدة - ) هو لاعب كرة قدم بريطاني في مركز الدفاع. لعب مع كارديف سيتي ونادي والسول ونادي جيزيلي ‏ ونادي برادفورد بارك أفنيو.